# Dipterocarpus borneensis
Dipterocarpus borneensis là một loài trong chi Dầu, họ Dầu. Nó là loài bản địa của Borneo.